# 小林文男
小林文男（こばやし ふみお、1933年3月6日-2006年8月12日）は、中国研究者。広島大学名誉教授。
東京生まれ、北海道出身。北海道大学教育学部卒、1959年同大学院博士課程満期退学、アジア経済研究所主任調査研究員、広島大学総合科学部助教授、教授、1996年定年退官、名誉教授。

## 著書
- 『中国現代史の周辺　アジアを見る眼』アジア経済研究所 1976
- 『中国現代史の課題』勁草書房 1979
- 『中国現代史の断章』谷沢書房 1986
- 『中国往還 現代史の視点』勁草書房 1991
- 『日中関係への思考』勁草書房 1993
- 『母と子でみる  原爆碑を洗う中学生』草の根出版会 2005

### 編共著
- 『中国社会主義教育の発展』編 アジア経済研究所 1975
- 『中国・民主への提言 日本人は"六・四"をどう見たか』久留島幹夫ほか共著 谷沢書房 1990

### 翻訳
- 呉晗『新中国の人間観 歴史人物を中心として』佐久間重男共訳 勁草書房 1965
- 『中国の集団主義 少年先鋒隊の組織と教育』斎藤秋男共編訳 明治図書出版 1965
- 胡耀邦『中国の青年運動』編訳 明治図書出版 1966

## 参考
- 『現代日本人名録』2002年
- 葬儀情報